# Fifth Company
Fifth Company es una localidad de Trinidad y Tobago que forma parte de la región de Princes Town.

## Geografía
La localidad abarca parte de la isla Trinidad y limita al norte con Indian Walk, al sur con Barrackpore, al este con St. Mary's Village y al oeste con Indian Walk y Barrackpore.

## Demografía
Datos demográficos de la localidad de Fifth Company:
| Gráfica de evolución demográfica de Fifth Company entre 2000 y 2011 |
|                                                                     |